# فرانسيسكو روسو
فرانسيسكو روسو (بالإيطالية: Francesco Russo)‏ (23 ديسمبر 1981 في إيطاليا - ) هو لاعب كرة قدم إيطالي في مركز حراسة المرمى. لعب مع نادي آراو ونادي أفيلينو ونادي تورينو ونادي كياسو ونادي لوغانو ونادي ليكو وSSD Virtus CiseranoBergamo 1909 ‏ وCavese 1919 ‏ ويو أس بركوليتزه 1932 وAS Melfi ‏ وASD Solbiatese Calcio 1911 ‏ وبرو سيستو 1913 وPro Palazzolo SSD ‏ ولانشانو كالتشيو 1920 ‏.

## وصلات خارجية
- فرانسيسكو روسو على موقع قاعدة بيانات كرة القدم.إي يو (الإنجليزية)
- فرانسيسكو روسو على موقع Soccerway.com (الإنجليزية)